# Anny Ondra
Anny Ondra (Tarnów, Galícia, 1902. vagy 1903. május 15. – Wenzendorf, 1987. február 28.) német–cseh színésznő.

## Életpályája
Egy cseh császári és királyi tiszt lányaként Prágában töltötte gyermekkorát.
1920-tól főként Karel Lamač rendezővel és színésszel dolgozott együtt. 1930-ban megalapította Karel Lamač-cal az Ondra-Lamač-Filmgesellschaft céget Németországban , amely 1936-ig működött.
Max Schmeling és Ondra 1933. július 6-án házasodtak össze Bad Saarow-ban
Ondrát a hollenstedti temetőben temették el.

## Filmográfia (válogatás)
| Év   | Eredeti cím                     | szerep                        | nyelv   | magyar cím                   |
| ---- | ------------------------------- | ----------------------------- | ------- | ---------------------------- |
| 1920 | Gilly poprvé v Praze            | lany                          | néma    |                              |
| 1920 | Dáma s malou nožkou             | Dandy baratnője               | néma    |                              |
| 1921 | Otrávené světlo                 | Anny, Oskar Grant lányja      | néma    |                              |
| 1922 | Hütet eure Töchter              |                               | néma    |                              |
| 1922 | Zigeunerliebe                   |                               | néma    |                              |
| 1922 | Führe uns nicht in Versuchung   |                               | néma    |                              |
| 1923 | Únos bankéře Fuxe               | Daisy, Fux lanyja             | néma    |                              |
| 1924 | Fux's daughter                  | Nina Mirelová                 | néma    |                              |
| 1925 | Chyt'te ho!                     | Lilly Wardová                 | néma    |                              |
| 1926 | Hraběnka z Podskalí             | Liduška                       | néma    |                              |
| 1926 | Trude, die Sechzehnjährige      |                               | néma    |                              |
| 1926 | Velbloud uchem jehly            | Zuzka Pestová / Lili Weberová | néma    |                              |
| 1927 | Die Pratermizzi                 | Marie                         | néma    |                              |
| 1927 | Pantáta Bezoušek                | Melanka                       | néma    |                              |
| 1927 | Hotel Erzherzogin Viktoria      | Steffi Haidegger              | néma    |                              |
| 1927 | Anicko, vrat se!                | Anicka Karesová               | néma    |                              |
| 1927 | Květ ze Šumavy                  | Dáňa                          | néma    |                              |
| 1927 | Milenky starého kriminálníka    | Fifi Hrazánková               | néma    |                              |
| 1928 | Evas Töchter / Dcery Eviny      | Nina Laval / Anny de Lavais   | néma    |                              |
| 1928 | God's Clay                      | Angela Clifford               | néma    |                              |
| 1928 | Glorious Youth                  | Eileen                        | néma    |                              |
| 1928 | Der erste Kuß                   | Anny Cord                     | néma    |                              |
| 1928 | Saxophon-Susi'                  | Anni von Aspen                | néma    |                              |
| 1929 | The Manxman                     | Kate Cregeen                  | néma    | A Man-szigeti ember          |
| 1929 | Sündig und süß                  | Musette                       | néma    |                              |
| 1929 | Blackmail                       | Alice White                   | angol   | Zsarolás                     |
| 1929 | Das Mädel mit der Peitsche      | Anny Flammbart                |         |                              |
| 1930 | Die Kaviarprinzessin            | Annemarie                     | néma    |                              |
| 1930 | Das Mädel aus U.S.A.            | Annemarie                     | német   |                              |
| 1930 | Die vom Rummelplatz             | Anny Flock                    | német   |                              |
| 1930 | Eine Freundin, so goldig wie Du | Anny                          | német   |                              |
| 1931 | On a jeho sestra                | Anny Brabcová                 | cseh    |                              |
| 1931 | Er und seine Schwester          | Anny Spatz                    | német   |                              |
| 1931 | Die Fledermaus                  | Adele                         | német   | Denevér                      |
| 1932 | Mamsell Nitouche                | Mamsell Nitouche              | német   |                              |
| 1932 | Eine Nacht im Paradies          | Monika Böhnicke               | német   |                              |
| 1932 | La Chauve-Souris                | Arlette                       | francia |                              |
| 1932 | Une nuit au paradis             | Monique Béchue                | francia |                              |
| 1932 | Faut-il les marier ?            | Anny                          | francia |                              |
| 1932 | Die grausame Freundin           | Welgunda                      | német   |                              |
| 1932 | Kiki                            | Kiki                          | német   |                              |
| 1932 | Kiki                            | Kiki                          | francia |                              |
| 1932 | Baby                            | Baby                          | német   |                              |
| 1933 | Baby                            | Baby                          | francia |                              |
| 1933 | Kantor Ideál                    | Věra Matysová                 | Czech   |                              |
| 1933 | Die Tochter des Regiments       | Mary Dreizehn                 | német   |                              |
| 1933 | La fille du régiment            | Mary                          | francia |                              |
| 1933 | Fräulein Hoffmanns Erzählungen  | Anita Limann                  | német   | Szőke bestia                 |
| 1933 | Das verliebte Hotel             | Hanne Boll                    | német   | A szerelmes szálloda         |
| 1934 | Die vertauschte Braut           | Virginia Vanderloo / Colly    | német   |                              |
| 1934 | L'amour en cage                 | La baronne de Rèze / Anny     | francia |                              |
| 1934 | Klein Dorrit                    | Amy Dorrit                    | német   |                              |
| 1934 | Polenblut                       | Helena Zaremba                | német   |                              |
| 1934 | Polská krev                     | Helena Zarembová              | Czech   |                              |
| 1935 | Knock out                       | Marianne Plümke               | német   |                              |
| 1935 | Großreinemachen                 | Bessie                        | német   | Nagytakarítás                |
| 1935 | Der junge Graf                  | Billy                         | német   | A kis gróf                   |
| 1936 | Donogoo Tonka                   | Josette                       | német   | Donogov Tonka, az aranyváros |
| 1936 | Flitterwochen                   | Ingeborg                      | német   | Mézeshetek                   |
| 1937 | Ein Mädel vom Ballett           | Henriette Lange               | német   |                              |
| 1937 | Vor Liebe wird gewarnt          | Anny Palme                    | német   |                              |
| 1937 | Der Scheidungsgrund             | Anny                          | német   |                              |
| 1937 | Důvod k rozvodu                 | Anny Plavcova                 | Czech   |                              |
| 1937 | Der Unwiderstehliche            | Claudette Renier              | német   | Asszonyfaló                  |
| 1938 | Narren im Schnee                | Dorothee Heinemann            | német   |                              |
| 1941 | Der Gasmann                     | Erika Knittel                 | német   | Csoda a hálókocsiban         |
| 1943 | Himmel, wir erben ein Schloß!   | Karla Schreyvogel             | német   |                              |
| 1951 | Schön muß man sein              | Rode de Lila                  | német   |                              |
| 1957 | Die Zürcher Verlobung           | önmaga                        | német   |                              |

## Fordítás
- Ez a szócikk részben vagy egészben  az   Anny Ondra című német Wikipédia-szócikk fordításán alapul.  Az eredeti cikk szerkesztőit annak laptörténete sorolja fel. Ez a jelzés csupán a megfogalmazás eredetét és a szerzői jogokat jelzi, nem szolgál a cikkben szereplő információk forrásmegjelöléseként.
- Ez a szócikk részben vagy egészben  az   Anny Ondra című angol Wikipédia-szócikk fordításán alapul.  Az eredeti cikk szerkesztőit annak laptörténete sorolja fel. Ez a jelzés csupán a megfogalmazás eredetét és a szerzői jogokat jelzi, nem szolgál a cikkben szereplő információk forrásmegjelöléseként.